# 洗馬荘
洗馬荘（せばのしょう）は、信濃国筑摩郡（現在の長野県塩尻市洗馬、松本市今井、東筑摩郡朝日村周辺）にあった荘園。当初の荘域は小曽部川流域から奈良井川左岸にかけての範囲から、のちに鎖川右岸まで拡大した。

## 歴史
平安時代に成立した私牧の洗馬牧が、寄進地系荘園となり、長和3年（1014年）『小右記』には牧司の忠明朝臣から領家の藤原実資に牛馬一頭ずつを貢献している。『吾妻鏡』文治2年3月12日（1186年4月3日）条に後白河法皇から源頼朝に示された「関東御知行国々内乃具未済庄々注文」では蓮華王院領となっている、地頭職は当初長瀬氏で、承久の乱以後に三村氏が入部し、釜井館に城館を構え、本洗馬に長興寺を創建した。天文17年（1548年）の塩尻峠の戦い以後は武田氏の支配地となり、荘園は解体され、国衆領の一つである「洗馬領」として纏められた。甲斐国と木曽谷を結ぶ交通の要衝として重視され、永禄11年（1568年）には伝馬宿が置かれたが、慶長19年（1614年）に中山道沿道に移設され、洗馬宿（新洗馬）となった。